# Karl Hinckeldeyn

Karl Hinckeldeyn

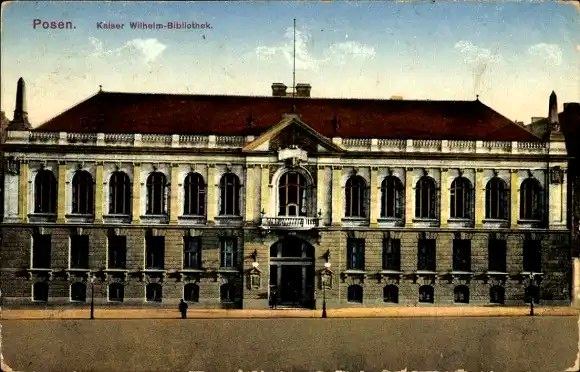
Ehem. Kaiser-Wilhelm-Bibliothek in Posen

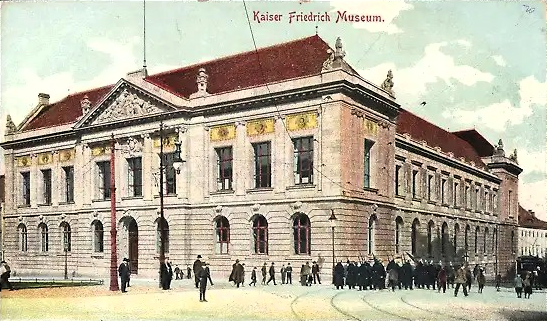
Ehem. Kaiser-Friedrich-Museum in Posen

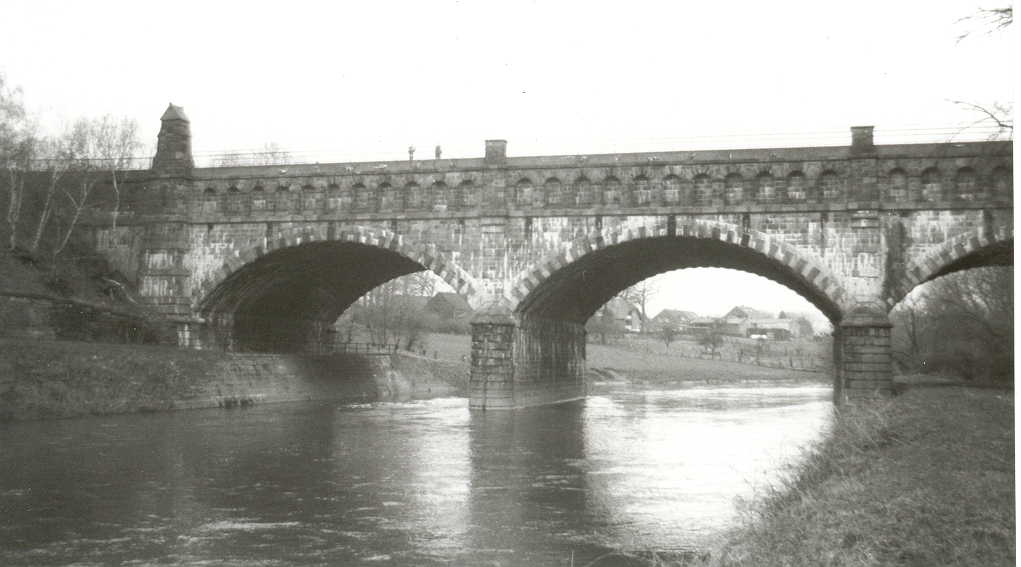
Kanalbrücke über die Stever in Olfen

Karl Adolf Hinckeldeyn (* 5. Februar 1847 in Lübeck; † 21. Mai 1927 ebenda) war ein deutscher Architekt und preußischer Baubeamter.

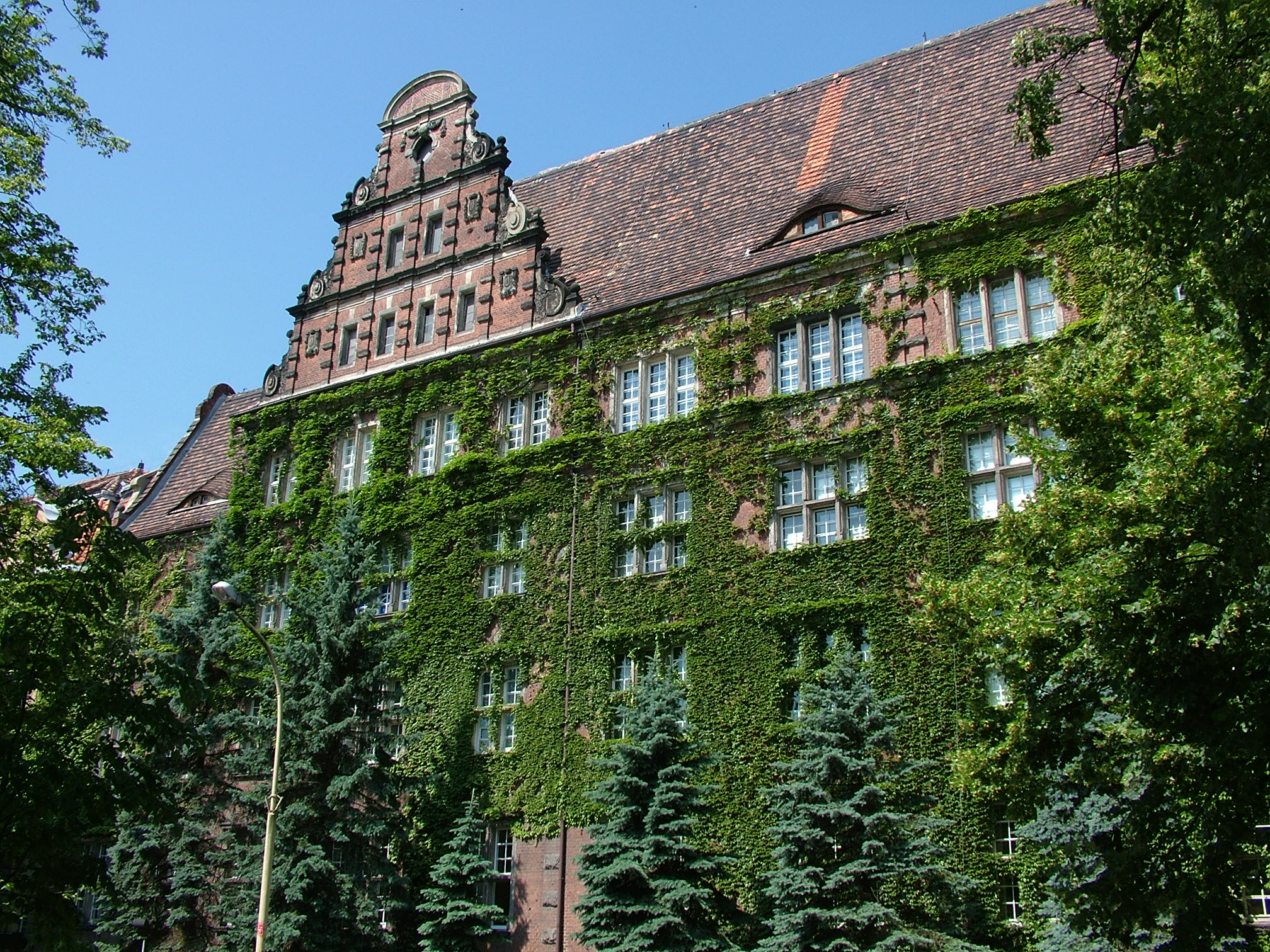
Seefahrtshochschule Szczecin, ehem. Zolldirektion Stettin, Ansicht 2006

## Leben

### Herkunft
Karl Hinckeldeyn war der Sohn des Kunst- und Handelsgärtners Carl Adolph Georg Heinrich Hinckeldeyn.
Der lübeckische Arzt Johannes Carl Heinr. Friedr. Hinckeldeyn war sein älterer Bruder.
Die Begründerin der heutigen lübeckischen Thomas-Mann-Schule, Ida Hinckeldeyn, war seine Schwester.

### Laufbahn
Nach dem Abitur am Katharineum zu Lübeck Ostern 1867 studierte er an der Berliner Bauakademie und legte 1872 die 1. Staatsprüfung ab. Anschließend übernahm er die örtliche Leitung des Baus des Berliner Hotels Kaiserhof. 1877 legte er die 2. Staatsprüfung in der Fachrichtung Architektur ab. Nach einer Studienreise nach Italien übernahm er als Regierungsbaumeister (Assessor in der öffentlichen Bauverwaltung) die Leitung des Umbaus des Berliner Zeughauses. 1883 wurde er Schriftleiter beim Zentralblatt der Bauverwaltung. Ab 1884 war er als Technischer Attaché an die Deutsche Botschaft Washington abgeordnet. Als Frucht dieser Zeit veröffentlichte er zusammen mit Paul Graef 1897 mit Neubauten in Nordamerika eine der ersten kritischen Studien in deutscher Sprache über die Architektur in den USA.
1888 wurde Land-Bauinspektor Hinckeldeyn zum preußischen Regierungs- und Baurat ernannt.
1893 wurde Hinckeldeyn Geheimer Baurat, 1894 Mitglied der preußischen Akademie des Bauwesens und 1896 Oberbaudirektor. In dieser Zeit entwarf er als Architekt das Schiffshebewerk Henrichenburg und verschiedene Brücken des Dortmund-Ems-Kanals, unter anderem die Kanalbrücken über die Lippe und die Stever in Olfen. 1900 wurde Hinckeldeyn zum Ministerialdirigenten befördert, 1903 als erster Nicht-Jurist zum Ministerialdirektor. 1907 wurde Hinckeldeyn Wirklicher Geheimer Rat mit der Anrede „Exzellenz“. Zuletzt baute er an der Hakenterrasse in Stettin die Hauptzolldirektion (Bauzeit 1914–1921, weitergeführt von Heinrich Osterwold aus Mölln; ab 1923 als Landesfinanzamt). Am 1. April 1919 schied er aus dem preußischen Staatsdienst aus und übersiedelte in seine Geburtsstadt Lübeck, wo er 1927 starb.

## Bauten
- 1902: Kaiser-Wilhelm-Bibliothek (jetzt Universitätsbibliothek) in Posen
- 1904: Kaiser-Friedrich-Museum (jetzt Nationalmuseum) in Posen